# Egide Walschaerts
Egide Walschaerts (21 de enero de 1820-18 de febrero de 1901) fue un ingeniero mecánico belga, inventor en 1844 de la distribución de válvula de Walschaerts, una exitosa innovación que desde entonces sería empleada de forma general en las locomotoras de vapor.

## Carrera
Walschaerts nació en Malinas (Bélgica), en 1820. En 1838 presentó su trabajo como modelista en una exposición local en Mechelen. El ministro Rogier, que inauguró la exposición, quedó tan impresionado que le proporcionó una plaza para estudiar en la Universidad de Lieja.
En 1842 se incorporó al Ferrocarril Estatal Belga y dos años más tarde había alcanzado el grado de capataz. Fue nombrado superintendente en jefe de talleres poco después, pero misteriosamente, para una carrera temprana tan meteórica, nunca ascendió más alto. Ocupó este puesto durante el resto de su vida, primero en Mechelen y luego en la Estación de Bruselas Sur.
Mientras estaba en Mechelen en 1844, desarrolló un nuevo tipo de válvula de distribución (un mecanismo que posibilita el ajuste del recorrido de las válvulas que distribuyen el vapor a los cilindros y que permite poner en reversa una locomotora y economizar vapor). La empresa no le permitió patentar el dispositivo porque su rango profesional se consideraba demasiado bajo. Un ingeniero colega y amigo, M. Fisher, solicitó la patente en su nombre, pero nunca reclamó ninguna contribución a la misma. El nombre de Walschaerts en los documentos omitió por error la 's' final, lo que provocó confusión sobre su ortografía correcta en los años siguientes. Una locomotora construida en los talleres de Tubize equipada con la distribución de válvula de Walschaerts recibió una medalla de oro en la Exposición Universal de 1873 en Viena. Este engranaje de válvulas llegó a usarse en la mayoría de las locomotoras de vapor y se volvió casi universal en el siglo XX.
Según Payen, Walschaerts desarrolló en 1874 una versión particularmente exitosa del motor de vapor estacionario Corliss, que ganó una medalla de oro en la Exposición Universal de 1878 organizada en París.
Falleció en Saint-Gilles (Bruselas) en 1901.

## Reconocimientos
- Los dos municipios en los que trabajó tienen calles con su nombre: Mechelen y St Gillis/St-Gilles en Bruselas (Egide es una forma del nombre Giles).